# Luo Wei
Luo Wei (n. 23 mai 1983, Beijing, Republica Populară Chineză) este o sportivă ce a reprezentat Republica Populară Chineză, medaliată olimpică. A participat la o ediție a Jocurilor Olimpice (2004) în care a câștigat o medalie de aur.